# Gora Allagollar
Gora Allagollar är ett berg i Azerbajdzjan. Det ligger i den västra delen av landet, 400 km väster om huvudstaden Baku. Toppen på Gora Allagollar är 2 972 meter över havet, eller 452 meter över den omgivande terrängen. Bredden vid basen är 14,7 km. Gora Allagollar ingår i Shakhdagskiy Khrebet.
Terrängen runt Gora Allagollar är kuperad åt sydväst, men åt nordost är den bergig. Närmaste större samhälle är Inekbogan, 13,7 km nordost om Gora Allagollar. 
Trakten runt Gora Allagollar består i huvudsak av gräsmarker. Runt Gora Allagollar är det ganska tätbefolkat, med 70 invånare per kvadratkilometer.